# Lamberg-Palais (Passau)

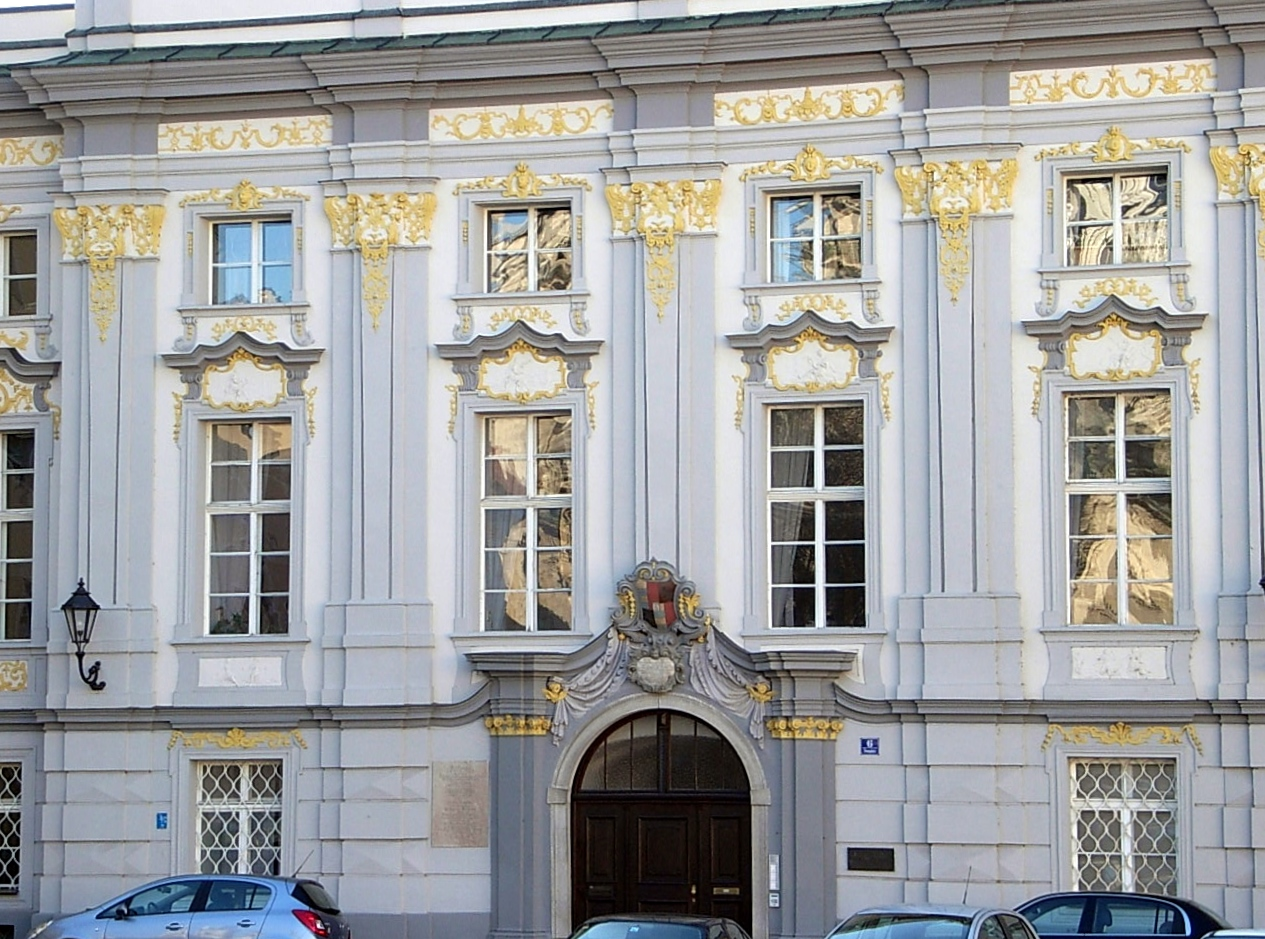
Das Lamberg-Palais

Das Lamberg-Palais, benannt nach den Passauer Fürstbischöfen von Lamberg, befindet sich in der Altstadt von Passau am Domplatz Nr. 6.
Hier wurde 1552 der Passauer Religionsvertrag abgeschlossen, woran eine Gedenktafel an der Fassade von 1790 erinnert. Das Haus diente wie die benachbarten Häuser am Platz bis zur Säkularisation als Kanonikatshof. 1724 erhielt es durch den Linzer Johann Michael Prunner sein heutiges Aussehen.
Im Inneren des Gebäudes befindet sich heute die Passauer Filiale der kirchlichen Liga Bank.
Koordinaten: 48° 34′ 28,4″ N, 13° 27′ 46,9″ O